# ŠK Bihać
ŠK Bihać – bośniacko-hercegowiński klub szachowy z siedzibą w Bihaciu, mistrz kraju z 2010 roku.

## Historia
Klub powstał w 1955 roku pod nazwą Bratstvo. W 1977 roku nastąpiła zmiana nazwy na ŠK Bihać. W 2000 roku klub po raz pierwszy uczestniczył w rozgrywkach Pucharu Europy, zajmując wówczas 17. miejsce w klasyfikacji. W 2003 roku zespół zadebiutował w Premijer lidze, jednak zajął wówczas dziewiąte miejsce i spadł z ligi. Do najwyższej ligi krajowej ŠK Bihać powrócił w sezonie 2007, zajmując wówczas trzecią pozycję, za Željezničarem Sarajewo i Bosną Sarajewo. W następnym roku klub zdobył wicemistrzostwo ligi, natomiast w 2009 roku uzyskał trzecie miejsce. W sezonie 2010 ŠK Bihać zdobył tytuł mistrza kraju. Klub uczestniczył również w rozgrywkach Pucharu Europy, w których zajął 20. miejsce. W sezonie 2011 zespół zdobył wicemistrzostwo Bośni i Hercegowiny. W 2012 roku klub spadł z ligi. Powrót ŠK Bihać do Premijer ligi nastąpił w 2014 roku, wówczas to klub zajął trzecie miejsce w mistrzostwach. Taki sam wynik osiągnięto w 2016 roku. W 2017 roku zespół wycofał się z rozgrywek pierwszoligowych. Do Premijer ligi klub powrócił w 2021 roku.
Zawodnikami ŠK Bihać byli m.in.: Ferenc Berkes, Branko Damljanović, Emir Dizdarević, Viktor Erdős, Nenad Ferčec, Zoltán Gyimesi, Krunoslav Hulak, Alojzije Janković, Denis Kadrić, Zdenko Kožul, Bojan Kurajica, Zoltán Medvegy, Predrag Nikolić, Miloš Perunović, Miłko Popczew, Zoltán Ribli, Ibro Šarić, Nikola Sedlak, Hrvoje Stević, Branko Tadić, Wołodymyr Tukmakow i Milan Vukić.